# یواس‌اس گرت کانتی (ال‌اس‌تی-۷۸۶)
یواس‌اس گرت کانتی (ال‌اس‌تی-۷۸۶) (به انگلیسی: USS Garrett County (LST-786)) یک کشتی بود که طول آن ۳۲۸ فوت (۱۰۰ متر) بود. این کشتی در سال ۱۹۴۴ ساخته شد.